# Enrique Rodríguez Cano, Minatitlán
Enrique Rodríguez Cano är en ort i Mexiko.   Den ligger i kommunen Minatitlán och delstaten Veracruz, i den sydöstra delen av landet, 500 km öster om huvudstaden Mexico City. Enrique Rodríguez Cano ligger 23 meter över havet och antalet invånare är 121.
Terrängen runt Enrique Rodríguez Cano är platt. Runt Enrique Rodríguez Cano är det ganska glesbefolkat, med 29 invånare per kvadratkilometer. Närmaste större samhälle är Hidalgotitlán, 15,3 km väster om Enrique Rodríguez Cano. Omgivningarna runt Enrique Rodríguez Cano är en mosaik av jordbruksmark och naturlig växtlighet.